# Szklarka Mielęcka
Szklarka Mielęcka est une localité polonaise de la gmina et du powiat de Kępno en voïvodie de Grande-Pologne.